# Endiandra microphylla
Endiandra microphylla är en lagerväxtart som beskrevs av Teschn.. Endiandra microphylla ingår i släktet Endiandra och familjen lagerväxter. Inga underarter finns listade i Catalogue of Life.